# Barbara Kirch
Barbara Kirch (2 de mayo de 1960) es una deportista estadounidense que compitió en remo. Ganó dos medallas en el Campeonato Mundial de Remo, plata en 1982 y bronce en 1987.

## Palmarés internacional
| Campeonato Mundial | Campeonato Mundial     | Campeonato Mundial | Campeonato Mundial |
| Año                | Lugar                  | Medalla            | Prueba             |
| ------------------ | ---------------------- | ------------------ | ------------------ |
| 1982               | Lucerna (Suiza)        | Medalla de plata   | Cuatro con timonel |
| 1987               | Copenhague (Dinamarca) | Medalla de bronce  | Doble scull        |